# نادي فنار باغجه
نادي فَنَار باغجه الرياضي (بالتركية: Fenerbahçe Spor Kulübü) هو نادي رياضي تركي، يقع مقره في حي فنار باغجه في مدينة إسطنبول بتركيا. سمي على اسم الحي الذي يقع فيه. أبرز نشاطات النادي هي في كرة القدم بالإضافة إلى الكرة الطائرة وكرة السلة والملاكمة والتجديف والإبحار والسباحة وألعاب القوى وكرة الطاولة. يلعب في الدوري التركي الممتاز لكرة القدم. يدربه المدرب التركي (أيكوت كوجمان). يلقب الفريق ب"Sarı Kanaryalar" أي «طيور الكناري الصفراء». ملعب الفريق هو ملعب شكري سراج أوغلو.
تأسس فنار باغجه في عام 1899 في زمن الدولة العثمانية. لم يكن هنالك فرق لكرة القدم في ذلك الوقت، حيث منعتها السلطات العثمانية. كان الفريق يدعى «الجوارب السوداء» وتأسس على أيدي مجموعة من الناس ولكنهم أجبروا على اغلاقه بأمر من السلطان. بعد ثمانية أعوام تم إعادة فتح النادي باسم نادي فنار باغجه في 3 مايو 1907, على أيدي أناس من أبناء عائلات كان لها مكانة مرموقة في الدولة العثمانية وأيضا من أبناء شخصيات معروفة ذلك الوقت، وقد ساهم مجموعة من الأثرياء في تأسيس النادي ماديا، وتشكل الفريق من شبان كانوا يمارسون رياضة كرة القدم في البلدة.
فنار باغجه اليوم هو من أكبر الأندية الرياضية في تركيا وقد حقق انجازات عديدة محليا ودوليا ليس فقط على مستوى كرة القدم فحسب بل أيضا في كرة السلة والطائرة والسباحة والملاكمة وكافة النشاطات الموجودة في النادي.

## إنجازات الفريق

### انجازات دولية
- كأس البلقان:
  -  الفائزون (1): 1966-67
- دوري أبطال أوروبا:
  -  الدور ربع النهائي (1): 2007-2008
- كأس الاتحاد الأوروبي:
  -  الدور ربع النهائي (1): 1963-1964

### انجازات محلية

#### بطولة تركيا
- بطولة كرة القدم التركية:  (رقم قياسي) 
  -  الفائزون (3): 1933، 1935، 1944
  -  الوصيف (2): 1940، 1947
- بطولة الكومة الوطنية:  (رقم قياسي) 
  -  الفائزون (6): 1936-37، 1939-40، 1942-43، 1944-45، 1945-46، 1949-50
  -  الوصيف (2): 1943-44، 1946-47
- الدوري التركي الممتاز:  (رقم قياسي متشارك) 
  -  الفائزون (19): 1959، 1960-61، 1963-64، 1964-65، 1967-68، 1969-70، 1973-74، 1974-75، 1977-78، 1982-83، 1984-85، 1988-89، 1995-96، 2000-01، 2003-04، 2004-05، 2006-07 2010-11 2013-14
  -  الوصيف (16): 1960، 1961-62، 1966-67، 1970-71، 1972-73، 1975-76، 1976-77، 1979-80، 1983-84، 1989 -90، 1991-92، 1993-94، 1997-98، 2001-02، 2005-06، 2007-08

#### بطولات أخرى
- كأس تركيا:
  -  الفائزون (4): 1967-68، 1973-74، 1978-79، 1982-83 , 2011-12
  -  الوصيف (7): 1962-63، 1964-1965، 1988-89، 1995-96، 2000-01، 2004-05، 2005-06
- كأس السوبر التركية / كأس رئيس تركيا:
  -  الفائزون (7): 1968، 1973، 1975، 1984، 1985، 1990، 2007
  -  الوصيف (7): 1970، 1974، 1978، 1979، 1983، 1989، 1996
- كأس المستشار:  (رقم قياسي) 
  -  الفائزون (8): 1944-45، 1945-46، 1949-50، 1972-73، 1979-80، 1988-89، 1992-93، 1997-98
  -  الوصيف (7): 1943-44، 1970-71، 1975-76، 1976-77، 1991-92، 1993-94، 1994-95
- كأس TSYD :  (المحضر المشترك) 
  -  الفائزون (12): 1969-70، 1973-74، 1975-76، 1976-77، 1978-79، 1979-80، 1980-81، 1982-83، 1985-86، 1986 -87، 1994-95، 1995-96
- كأس أتاتورك:  (رقم قياسي) 
  -  الفائزون (2): 1963-1964، 1998
- بطولة كرة القدم إسطنبول:  (رقم قياسي) 
  -  الفائزون (16): 1911-12، 1913-14، 1914-15، 1920-21، 1922-23، 1929-30، 1932-33، 1934-35، 1935-36، 1936 -37، 1943-44، 1946-47، 1947-48، 1952-53، 1956-57، 1958-59
  -  الوصيف (18): 1915-16، 1917-18، 1921-22، 1925-26، 1926-27، 1928-29، 1930-31، 1933-34، 1937-38، 1938-39، 1939-40، 1940-41، 1942-43، 1944-45، 1945-46، 1949-50، 1955-56، 1957-58
- كأس إسطنبول:
  -  الفائزون (1): 1945
- بطولة درع إسطنبول:  (رقم قياسي) 
  -  الفائزون (4): 1930، 1934، 1938، 1939
- Spor Toto كأس:
  -  الفائزون (1): 1967
- كأس الاسطول:  (رقم قياسي) 
  -  الفائزون (4): 1982، 1983، 1984، 1985

## لاعبون بارزون في تاريخ النادي
- زكي رضا سبوريل: لعب مهاجمًا في الفريق الأول بين عامي 1915 و1934، وهو صاحب أول هدف في تاريخ منتخب تركيا لكرة القدم، وأكبر عدد من الأهداف في تاريخ نادي فنار باغجه، وواحد من أفضل المهاجمين في تاريخ كرة القدم التركية.[6]
- حسن كامل سبوريل: الشقيق الأكبر لزكي رضا سبوريل، وكابتن منتخب تركيا في أول مباراة دولية في تاريخه.

## وصلات خارجية
- الموقع الرسمي
- صفحة النادي في موقع كورة
- فنار باغجه